# José María Quiñones de León

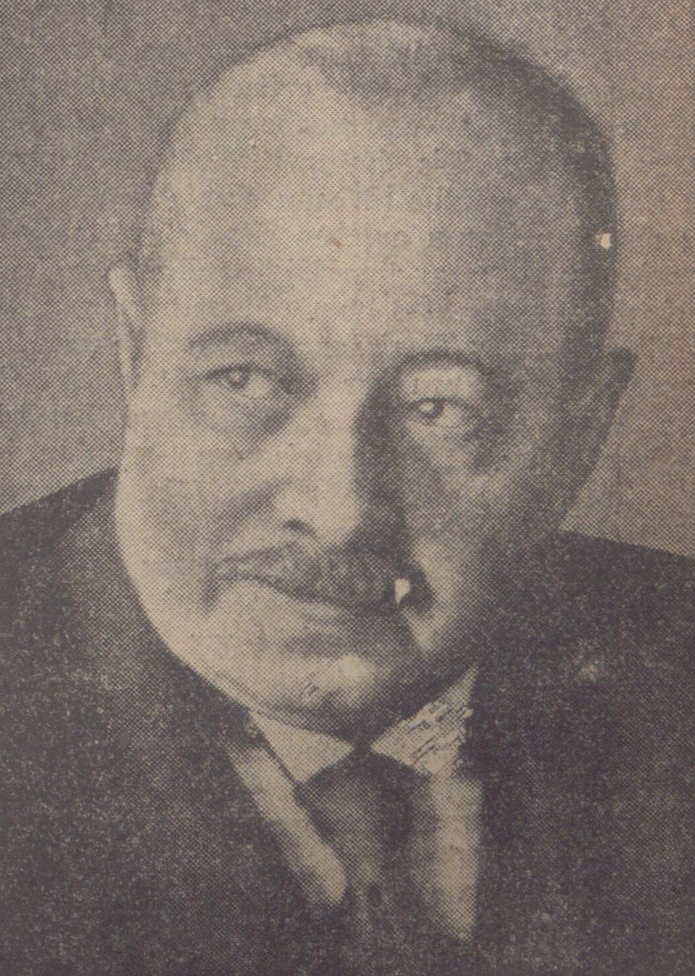
José María Quiñones de León

José María Quiñones de León (* 28. September 1873  in Paris; † 21. November 1957 ebenda) war ein spanischer Diplomat. 

## Leben

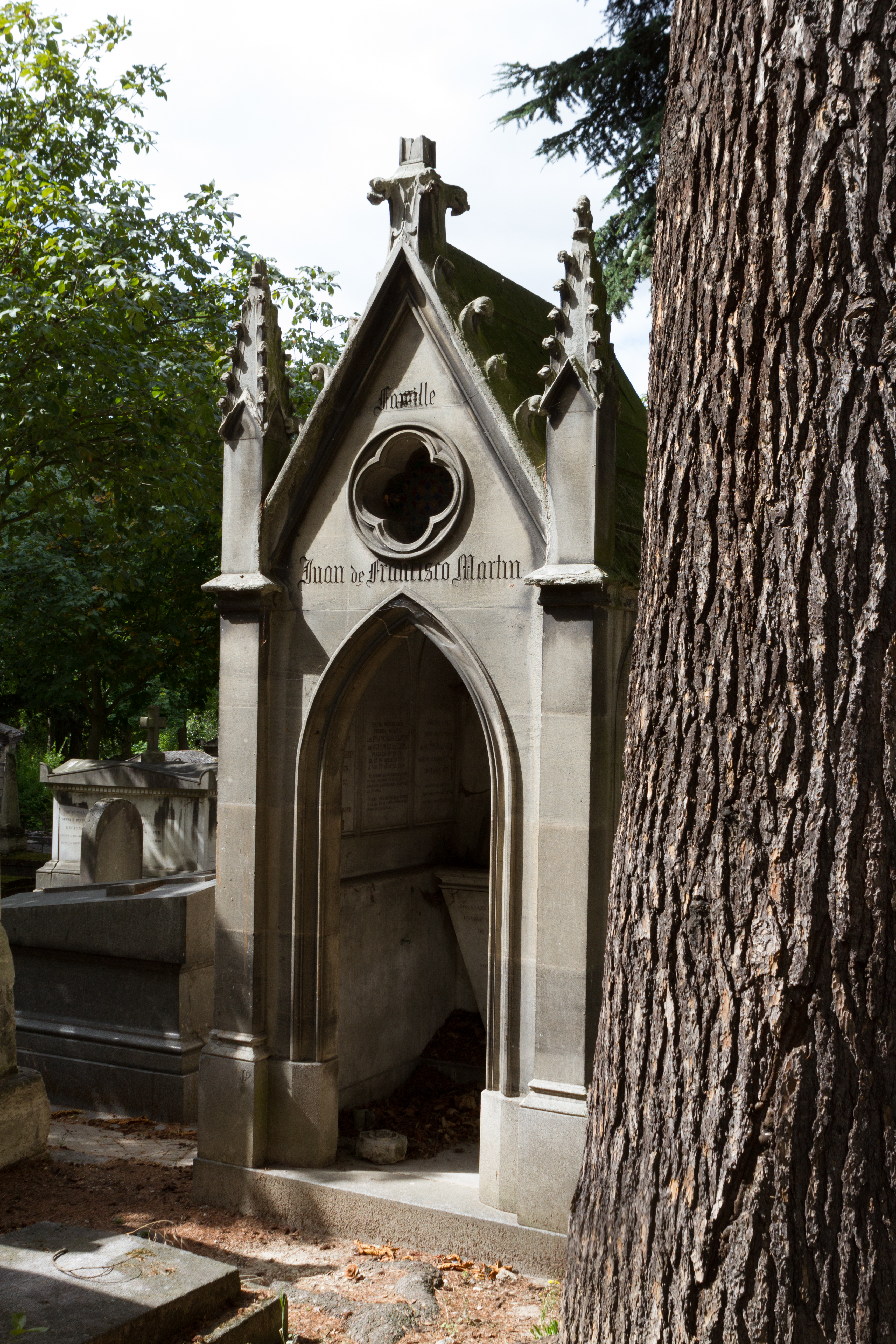
Père-Lachaise

José María Quiñones de León war der Sohn von Ana de Francisco Martín y Orrantia und Oberst Cayo Quiñones de León y Santalla, Marqués de San Carlos y de Montevirgen, der Königin Isabella II. im September 1868 ins Exil nach Paris begleitete. José María Quiñones de León war eng mit König Alfons XIII. befreundet.
Von 1920 bis 1921 war er Vertreter der spanischen Regierung beim Völkerbund. Er war im Rat der Berichterstatter zu Oberschlesien. 1923 brachte er den Incidente de Corfú bei der Botschafterkonferenz vor.
Er war Senator und Parlamentsabgeordneter für Sahagún und stand der Diktatur von Miguel Primo de Rivera wohlwollend gegenüber, zu dessen Ehren er 1929 einen Festakt in León veranstaltete. Von 1917 bis 16. April 1931 war er Botschafter in Paris. In seiner Amtszeit entstand 1929 das Colegio de España en París. Zu Beginn der zweiten Spanischen Republik wurde seinem Rücktrittsgesuch als Botschafter von Niceto Alcalá Zamora und Alejandro Lerroux am 16. April 1931 stattgegeben. Ab dem 19. Juli 1936 war er inoffizieller Vertreter von Francisco Franco bei den französischen Behörden.